# 해양관리협의회
해양관리협의회(Marine Stewardship Council, MSC)는 지속가능 어업의 표준을 제정하는 글로벌 비영리 기구이다. 어업은 과학적으로 제정된 MSC 표준과 비교하여 어업 관리가 잘 이뤄지고 있는지 점검하고 그 어업이 지속가능한지 확인하기 위해, 어업과 해양관리협의회 양측과 관련이 없는 독립된 전문 인증기관의 심사를 받을 수 있다. MSC 어업표준 인증을 획득한 어업은 공급망 추적을 통해 이를 증명할 수 있는 경우 수산물에 MSC 에코라벨을 부착할 수 있다.
MSC의 미션은 제품에 에코라벨을 라이선싱하여 로열티를 받고 어업 인증 프로그램을 운영함으로써 지속가능한 어업 실천을 인정 및 보상하고, 소비자들의 수산물 선택에 영향을 주며, 지속가능한 수산물 시장을 형성하여 결국 건강한 세계 해양을 만드는 데 이바지하는 것이다. 또 다른 기관인 양식관리협의회(Aquaculture Stewardship Council)는 지속가능한 양식을 추구 및 인증한다.

## 해양의 변화에 기여
소비자가 MSC 인증 수산물을 선택함으로써 잘 관리된 어업들은 지속가능한 방식의 조업에 대한 보상을 받을 수 있다. 인증을 통해 형성되는 지속가능 수산물 시장이 성장하고 있으므로 MSC 인증을 받을 강력한 인센티브가 형성되었고, 더 많은 어업들이 인증을 위해 어업의 지속가능성을 입증하거나 기존의 관행을 개선하게 될 것이다. 이처럼 MSC 프로그램은 시장이 가진 힘을 이용해 긍정적인 환경 변화를 위한 인센티브를 만들고 있다.

## 환경적 혜택
한 연구에서는 어업의 MSC 어업인증 획득이 해양 환경의 개선에 혜택을 준다고 밝혔다. 이때 혜택이란 자원량 증가, 자원 관리 개선, 부수어획 감소, 환경 보호 구역 확대, 생태계 영향에 대한 어업인들의 지식 증진 등을 말한다.

과학 저널 PLOS One에 게재된 또 다른 연구에 의하면, 전 세계 MSC 인증 어업들의 주요 수산 자원을 포괄적으로 분석한 결과, 인증을 받은 자원은 그 상태가 양호하며 자원량도 지속가능한 어업을 유지하는 데 필요한 수준을 넘어선다고 밝혀졌다.

## 주요 사실과 통계
MSC는 그랜드뱅크스(Grand Banks)의 대구(cod) 어업의 붕괴를 계기로 1996년에 출범했다. 1999년에는 설립 파트너인 세계자연기금(WWF)과 유니레버(Unilever)로부터 독립했다. MSC는 런던 본사와 런던, 싱가포르, 시드니 소재의 지역사무소, 에든버러, 베를린, 헤이그, 파리, 케이프타운, 도쿄, 레이캬비크, 발트지방의 지방사무소에 약 300명의 직원을 두고 있다. MSC 한국사무소는 2018년 2월 부산에 설립되었다.
MSC 프로그램은 어업의 크기, 규모, 장소, 강도와 무관하게 참여가 가능하며, 평등한 프로그램 참여를 보장하기 위해 개발도상국 프로그램도 운영하고 있다.
2020년 3월을 기점으로 MSC 에코라벨을 부착해 판매되는 수산제품은 약 4만개이며, 전 세계 100여국에서 판매되고 있다. 또한 400개의 어업이 MSC의 지속가능 어업을 위한 어업표준 인증을 획득했으며 심사를 받고 있는 어업도 90개가 넘는다. 약 34,500개소에서 운영 중인 3,300개 이상의 기업들이 이력추적 가능한 공급망 표준인 <MSC CoC 표준>을 충족했다. MSC는 세계 곳곳의 기구, 법인, 기금과 협업을 하고 있지만 독자성을 온전히 유지하고 있다.

## 지속가능 어업을 위한 표준
<MSC의 지속가능 어업을 위한 어업표준>은 전 세계 300명 이상의 전문 기구와 이해관계자들이 2년 이상 논의에 참여하여 개발해 낸 표준이다. 본 표준은 유엔식량농업기구(FAO)가 2005년에 채택한 <어로어업 어획 수산물의 에코 라벨링 지침서(Guidelines for the Eco-labeling of Fish and Fishery Products from Marine Wild Capture Fisheries)>를 충족한다.

### 지속가능성을 측정하는 방법
어업은 인증 획득 및 에코라벨 사용을 희망하는 경우, 먼저 전문 인증 심사 기관에 약 20,000 ~ 100,000달러($)를 지불하고 MSC 어업표준에 따라 심사를 받아 인증 권고를 받아야 한다. MSC 심사를 수행하는 심사인들은 국제인정서비스(ASI)의 별도 인정을 받는다. 인증을 획득한 어업은 1회당 75,000달러($)의 비용이 드는 연례 감사를 받게 되며, 5년마다 재인증을 받아야 한다.

### 어업의 개선 확대를 독려
어업은 세 가지 원칙(Principles) 모두 최소 80점 이상의 평균 점수를 획득하면 인증을 받게 된다. 다시 말해 각 원칙의 세부 항목인 평가지표(Performance Indicators) 일부를 60~80점을 받더라도 인증을 받을 수 있다는 뜻이다. 이를 조건부 인증이라고 한다. 어업은 인증을 유지하려면 부과된 조건의 개선을 지정된 기간 안에 달성해야 한다. 이미 지속가능한 어업 활동을 하는 어업일지라도 MSC 표준이 요구하는 더 예방적인 수준까지 어업 성과를 끌어올림으로써 60~80점을 받은 점수를 지정된 기간 내에 80점 이상으로 올려야 한다. 통상적으로 첫 번째 인증 기간이 끝날 무렵에는 모든 평가지표에 대해 80점을 달성해야 한다(5년).
어업은 인증을 유지하려면 연례 감사를 실시하여 MSC 표준을 충족하는지 확인해야 한다. 5년이 경과한 어업은 인증을 유지하려면 인증 심사를 다시 받아야 한다.

## 양식
MSC는 어로어업을 대상으로 하는 프로그램으로서 양식 생산을 다루지 않는다.
몇몇 ‘자연산 양식업(enhanced fisheries)’을 인증하고 있지만 <MSC의 지속가능 어업을 위한 어업표준>을 적용할 수 있는 양식업을 구체적으로 정의하고 있다.
- 어획 후 축양(Catch and Grow)을 하든 부화 후 어획(Hatch and Catch)을 하든 야생 포획이 반드시 동반되는 어업이어야 한다.
- 대상 생물이 해당 어업 지역에 나는 고유종이어야 한다.
- 어류 먹이를 과보강하거나 약물을 줘서는 안된다(연어 부화장처럼 야생 방류 직전의 치어 크기가 작은 ‘부화 후 어획’ 방식은 제외).
- 서식지 조정은 가능하지만 자연산 양식업으로 인해 서식지와 다양한 생태계가 받은 영향을 되돌릴 수 있어야 한다.[13]

## 이해관계자들의 의견을 반영한 심사
심사는 확실하게 이뤄져야 하며 전문 심사인들은 어업에 대해 필요한 정보를 모두 확보할 수 있어야 한다. 따라서 다른 어업, 비정부기구, 정부 기구 등 다양한 이해관계자들에게 심사 절차를 열어 두고 있다.
즉, 이해관계자들은 심사 착수 단계부터 심사가 이뤄지는 과정 동안 참여할 기회를 얻게 되며, 정보를 제출하거나 보고서에 대한 견해를 밝힐 기회도 얻게 된다. 세부적인 내용을 MSC 웹사이트에 공개하므로 누구나 이를 확인할 수 있다.

## 거버넌스
MSC는 최대 15인으로 구성된 이사회(Board of Trustees)가 관리한다. 기술자문위원회(Technical Advisory Board)와 이해관계자 자문위원회(Stakeholder Advisory Council)는 이사회에 조언을 한다. 이처럼 MSC는 서로 견해가 다른 여러 이해관계자들이 참여하는 기구 구조를 갖기 때문에 다양한 부문과 관심사를 반영한 결정을 내릴 수 있다. 요컨대 MSC는 시장을 기반으로 여러 이해관계자들이 관리하는 그룹의 좋은 사례이다.
이사회는 MSC의 전략적 방향을 설정하고 성과를 모니터링하며 목표를 달성하는지 확인한다. MSC 기술자문위원회는 해양 과학, 정책, 수산물 공급망 분야의 전문가 15인으로 구성되며, 기술과 과학 문제에 대해 MSC 이사회에 조언을 한다. MSC 이해관계자 자문위원회는 지속가능 어업과 수산물 공급에 이해 관계를 가진 집단의 의견을 MSC 이사회에 전한다.
이해관계자 자문위원회는 어업 기구, 비정부기구, 소비자 집단, 소매업자 등 폭넓은 부문 및 지리적 영역을 대변하는 최대 17인의 회원들로 구성된다.
MSC는 위와 같은 기구들을 통해 MSC 프로그램을 거듭 개선해 나가고 있으며, 이해관계자 자문위원회 정기 회의나 공개 심의를 통해 이해관계자들이 프로그램 개발에 참여하는 기회를 마련해 두었다.

## 구입한 수산물이 지속가능한 어업의 제품인지 확인하기
MSC는 추적성을 목적으로 공급망(Chain of Custody, CoC)이라는 두 번째 표준을 운영하고 있다. 수산물에 MSC 에코라벨을 부착하여 판매하려면 공급망 내 모든 사업자들이 MSC CoC 표준에 따라 독립된 인증기관으로부터 심사와 인증을 받아야 한다. 이렇게 함으로써 MSC 라벨이 부착되어 판매되는 제품이 인증된 지속가능 어업의 수산물임을 보장할 수 있게 된다.

## 부정 방지 효과
MSC는 2019년 3월부로 DNA 바코딩을 사용함으로써 취급하는 제품의 종 라벨링 오류(라벨링을 허위로 하는 경우도 있다)를 1% 미만으로 줄였다. 동종 부문의 라벨링 오류는 30% 수준이다.

## 재정 현황
MSC는 자선 단체이자 비영리 기구이며, 다양한 출처로부터 재원을 마련하고 있다. 2011년 4월 1일부터 2012년 3월 31일까지의 MSC의 총 수입은1,500만 파운드(£)였으며, 동 기간의 총 지출은1,200만 파운드(£)였다. MSC 이사회는 향후 맞닥뜨릴 수 있는 재정 문제를 대비해 자금을 비축해 두는 것이 바람직하다고 여기고 있다. MSC는 시장 기반 프로그램으로서 멤버십 가입 제도가 없으며 여러 수입원에 존재하는 불확실성을 감안할 때 목표일지 언정 6~9개월을 충당할 수 있는 금액을 비축할 필요가 있다고 보인다.

## 개별 의견 및 비판
2009년에는 그린피스가 MSC의 포괄적 심사 결과를 발표했다. 동 보고서는 대체로 긍정적인 측면들을 기술하고 있으나, MSC 인증의 약점을 언급하는 부분들도 상당수 있다.
재레드 다이아몬드는 2005년 저서 <문명의 붕괴>에서 해양관리협의회 및 유사 기관인 국제삼림관리협의회(Forest Stewardship Council, FSC)를 언급하며 환경론자들과 기업이 지속가능 경제를 위해 협력한 좋은 사례라고 소개하였다.
앤드류 발름포드의 저서 <무모한 희망>(Chicago University Press, 2012)은 MSC를 두고 협력과 시장 기반 솔루션을 통해 보존 목표를 달성하는 성공적인 전략이라며 책의 한 장을 할애하여 설명하고 있다.
혹자들은 MSC가 지속가능성에 의구심이 드는 어업을 인증했다며 2009년부터 비판을 해 왔다. 가장 큰 논란이 된 일은 로스해의 남극이빨고기 어업 인증이었다. 일부 과학자들과 이해관계자들은 해당 어업이 알려진 바가 매우 적다는 것을 근거로 이를 “시험(exploratory)”어업으로 간주했다. 하지만 이빨고기는 30년 넘게 상업적인 조업이 이뤄져 왔고, 1982년 이래 남극해양생물자원보존위원회(CCMALR)의 세심한 관리하에 있다. 당시 과학자들은 인증 권고를 한 심사인이 불리한 데이터를 무시했다며 이의를 제기했다. 이후 외부 조정인이 인증 권고를 반려하여 재검토하도록 하였다. 해당 어업은 논란이 된 지표들의 점수를 수정 받았고 이빨고기 자원 연구와 관련된 과학 데이터를 제출한다는 추가 요건을 도입함으로써 인증을 획득했다.
MSC는 남극크릴 어업의 인증을 두고 그린피스(Greenpeace), PEW 환경그룹(Pew Environment Group) 등의 비판을 받았다. 비평가들은 어장 상태가 건실할지라도 “어업이 끼치는 영향에 관해 데이터가 부족하기 때문에 이사회가 추측을 기반으로 결정을 내린 것”이라고 믿었다. 그 결과 홀푸드마켓(Whole Foods Market)은 에코라벨이 부착된 제품을 포함해 크릴오일 보조식품 일체의 판매를 중단하겠다고 밝혔다.
해당 크릴 어업은 MSC 인증의 일환으로 과학조사를 더 많이 수행하고 옵서버 승선률 100%를 실시하기로 약속함으로써 크릴 어업이 다른 종에 위협을 끼칠 수 있다는 우려를 덜고자 했다. 크릴에 가해지는 어업 강도는 추정 자원량의 1% 미만으로 매우 낮으며 CCAMLR는 관리 규칙을 수립하여 크릴 개체군과 그 외 종에 미치는 위협을 최소화하고 있다.
2010년 초, MSC는 브리티시컬럼비아(British Columbia)의 홍연어 어업을 인증하여 시에라클럽(Sierra Club)을 비롯한 환경단체들의 비판을 받았는데 1990년대 초부터 어업의 어장 중 하나인 프레이저 강에서 홍연어 자원이 감소해 왔기 때문이다.
2009년에는 당초 1,100만 마리가 프레이저 강으로 회귀할 것이라 추정했으나 140만 마리만 회귀하였고, 이에 대해 캐나다의 스티븐 하퍼(Stephen Harper) 총리는 사법 심사를 주문했다.
하지만 2010년도에는 3,000만 마리가 회귀하였고, 2011년도에는 400만 마리 정도로 예상된다. 사이몬 프레이저 대학의 ‘프레이저 소크아이 2010(Fraser Sockeye 2010)’ 씽크탱크는 2010년도의 회귀 개체수가 많았던 주원인은 아담스 강에서 대량의 개체가 주기적으로 유입되기 때문이며 여러 지류 중 일부에서만 회귀 개체수가 많았다고 밝혔다. 그러나 동 씽크탱크는 “아직 밝혀내지 못한 문제들이 많으며 ... 연어 회귀량을 예측하는 데 있어 기후변화, 양식, 어업 관리가 상대적으로 어떤 역할을 하는지는 불확실성이 크다.”라고 강조했다.
자원 감소에 대응하여 적합한 관리가 이뤄졌고 자원이 회복할 수 있도록 어업을 중단하였다. 현재 어업은 성공적으로 운영되고 있고, 연약한 개체군들을 보호하고 부수어획을 줄이겠다는 공약을 이어가고 있다. 어획량은 당해의 회귀 규모에 따라 어기 중에 결정된다.
2011년 2월에는 몇몇 WWF의 유럽 지부들이 덴마크 북해 가자미 어업 인증에 이의를 제기했다. 지적된 문제들은 검토가 이뤄졌고, 해당 어업은 서식지 전략을 실행함으로써 폐쇄수역, 어구 수정, 기술 개발, 집중 연구 등의 조치를 통해 취약 서식지 보호를 강화하고자 했다.
한편 세계자연기금 국제본부(WWF International)가 위탁하고 엑센추어 개발 파트너십(Accenture Development Partnership)이 2009년에 실시한 일곱 가지 수산물 에코 라벨링 및 인증 프로그램에 관한 제삼자 조사에 따르면, MSC가 평가 항목 103개 모두 가장 높은 순위를 기록했다. 2012년에도 재조사가 이뤄졌으며 MSC는 또 다시 ‘동종 최고’ 판정을 받고 차상위 인증 프로그램 대비 두 배에 달하는 높은 점수를 획득했다.
시드니 홀트(Sidney Holt), 다니엘 폴리(Daniel Pauly) 등의 과학자들은 어업이 영리를 추구하는 계약자들에게 비용을 지불하고 심사를 받는 체제는 이해의 충돌을 일으킬 수 있다고 지적했다. 심사인들은 어업 인증 권고를 함으로써 재정적 인센티브를 얻게 되며, 인증 후 연례 감사를 실시하면 업무와 이윤을 더 많이 창출할 수 있기 때문이다. 그러나 기업이 독립적인 표준(예: 회계나 품질 표준) 심사를 받는 대가로 외부 감사인들에게 지불을 하는 것은 영리 및 비영리 분야 전반에 널리 적용되고 있는 관행이다. 공인 인증 심사인에 의한 제삼자 심사 또한 표준 제정과는 또 다른 유엔 FAO 어획 수산물 에코 라벨링 지침서의 주요 특징이자 전 세계 MSC의 이해관계자 커뮤니티가 MSC 프로그램에 가치를 두는 기준이기도 하다.
2016년 12월, 영국 시사 뉴스 잡지인 프라이빗 아이즈(Private Eye)는 유출된 WWF의 내부 문서에 의하면 MSC가 에코라벨 라이선싱으로 로열티를 받기 때문에(기관 수입원의 75%를 차지함) 이해의 충돌이 발생하며 MSC가 지속가능성 요건을 완화함으로써 더 많은 상품에 라벨링을 허가하고 기관의 소득을 늘렸다고 보고했다.
2018년에는 오픈시즈(Open Seas)와 스코틀랜드 국민신탁(National Trust for Scotland)이 MSC 인증된 가리비 형망 어업 방식에 공식 이의를 제기했다.

## 같이 보기
- Aquaculture Stewardship Council
- Forest Stewardship Council